# Фишер, Джейсен
Джейсен Фишер (англ. Jasen Fisher; род. 8 мая 1980, Чикаго, штат Иллинойс, США) — американский ребёнок-актёр.

## Биография
Джейсен Фишер родился в Чикаго, Иллинойс, в семье Дональда Ли Фишера и Эраины Ли Чекки. Актёрский дебют Джейсена состоялся в 1989 году, в комедии «Родители», режиссёра Рона Ховарда. Эта роль принесла ему номинацию на премию «Молодой актёр» в категории «Лучший молодой актёр второго плана в кинофильме». В 1990 году на экраны вышел фильм «Ведьмы», в жанре тёмное фэнтези, за роль в котором Джейсен был номинирован на премию «Сатурн» как лучший молодой актёр. Третьим и последним фильмом с участием Фишера стала детская приключенческая лента Стивена Спилберга «Капитан Крюк», вышедшая в 1991 году, в ней он сыграл одного из потерянных мальчиков, за что в 1993 году, вместе с другими юными актёрами фильма, был удостоен премии «Молодой актёр» в номинации «Лучший молодой актёрский состав в кинофильме». После этого Джейсен больше не снимался в кино.

## Фильмография
| Год  |   | Русское название | Оригинальное название | Роль         |
| ---- | - | ---------------- | --------------------- | ------------ |
| 1989 | ф | Родители         | Parenthood            | Кевин Бакмен |
| 1990 | ф | Ведьмы           | The Witches           | Люк Ившим    |
| 1991 | ф | Капитан Крюк     | Hook                  | Эйс          |

## Награды и номинации
| Награда       | Год  | Категория                                       | Название работы | Результат |
| ------------- | ---- | ----------------------------------------------- | --------------- | --------- |
| Молодой актёр | 1990 | Лучший молодой актёр второго плана в кинофильме | Родители        | Номинация |
| Молодой актёр | 1993 | Лучший молодой актёрский состав в кинофильме    | Капитан Крюк    | Победа    |
| Сатурн        | 1991 | Лучший молодой актёр или актриса                | Ведьмы          | Номинация |